# مجاهد کورکور
عباس کورکوری معروف به مجاهد کورکور (۱۳۶۲ – ۲۱ خرداد ۱۴۰۴) از بازداشت‌شدگان خیزش ۱۴۰۱ ایران در ایذه است. قوه قضائیه جمهوری اسلامی مدعی شده بود که در جریان تیراندازی ۲۵ آبان ۱۴۰۱ به معترضان در ایذه، مجاهد کورکور متهم اصلی به‌شمار می‌رود. در این تیراندازی هفت شهروند  ازجمله کیان پیرفلک جان خود را از دست دادند.
نسبت دادن اتهام قتل کیان پیرفلک به مجاهد کورکور در حالی است که زینب مولایی، مادر کیان پیرفلک در مراسم خاکسپاری پسرش گفته بود مأموران امنیتی بودند که خودروی آن‌ها را هنگام عبور از خیابان به رگبار بستند که منجر به مرگ کیان و وارد آمدن جراحات شدید به پدر او شد.
مولایی همچنین پیشتر با نام بردن از این متهم اعلام کرده بود: «چرا می‌خواهید طایفه‌ها را به جان هم بیاندازید. مجاهد، حسین، محمود، بهمن. چند نفر می‌خواهید معرفی کنید، یک اشاره هم به اصل کاری‌ها بکنید. جای دوری نمی‌رود.» مجاهد کورکور در تاریخ ۲۱ خرداد ۱۴۰۴، همزمان با روز تولد کیان پیرفلک، اعدام شد. او یازدهمین شهروند ایرانی است که در ارتباط با خیزش ۱۴۰۱ اعدام شد.

## بازداشت
در جریان حمله نیروهای امنیتی جمهوری اسلامی با سلاح سنگین در ۲۹ آذر به روستای پَرسوراخ در باغ‌ملک، مجاهد کورکور و یک نفر دیگر بازداشت و دو نفر از همراهانش با نام‌های محمود احمدی و حسین سعیدی کشته شدند.
«بختیاری، بختیاری نیکُشه.» «پسرم تروریست نیست، بختیاری، بختیاری را نمی‌کشد.»— گل‌عنبر کورکور

## اعتراف اجباری
نزدیکان مجاهد می‌گویند او برای اعتراف اجباری تحت شکنجه بوده است و جمهوری اسلامی در تلاش است مجاهد کورکور را از مسببان حمله به بازار ایذه معرفی کند. عباس کورکوری به محاربه و ارعاب و افساد فی‌الارض، اخلال در نظم عمومی و ایراد خسارت عمده به تمامیت جسمانی منتج به جان باختن هفت نفر  ازجمله کیان پیرفلک، ایراد خسارت عمده به اموال عمومی و خصوصی، تشکیل گروه باغی و عضویت در آن از طریق قیام مسلحانه علیه نظام جمهوری اسلامی ایران متهم شده است. خبرگزاری میزان جمعه ۱۸ فروردین از صدور حکم اعدام برای مجاهد کورکور، معترض زندانی به اتهام «محاربه و افساد فی‌الارض» خبر داد. دادگاه او را مسبب قتل کیان پیرفلک معرفی کرده است. اما خانواده کیان، کورکوری را متهم نمی‌دانند و می‌گویند حکومت قصد دارد قتل فرزندانشان را به گردن او بیندازد. سجاد پیرفلک، عموی کیان پیرفلک خبر داده که با درخواست خانواده مجاهد کورکوری و موافقت خانواده کیان، داود شاه ولی، وکیل خانواده پیرفلک وکالت پرونده مجاهد کورکوری را پذیرفته و رسماً وکیل او شده است.

## پیام ویدئویی مادر مجاهد
گل‌عنبر کورکور مادر مجاهد کورکور در یک پیام کوتاه ویدئویی از مردم خواست که کمک کنند و مانع اعدام پسرش بشوند.

## حمایت مردم
پنجم دی در جریان مراسم چهلم کیان پیرفلک در روستای پرچستان گورویی مردم از مجاهد کورکور حمایت کردند و با شعارهایی نسبت به اجرای حکم اعدام او هشدار دادند.
آنیتا واندنبلد نماینده مجلس کانادا خواستار توقف اجرای حکم اعدام شده و کفالت سیاسی مجاهد کورکوری را بر عهده گرفته است. واندنبلد در توییتر نوشته: «من امروز به بسیاری دیگر از مدافعان حقوق بشر و فعالان ایرانی می‌پیوندم که از ایران می‌خواهند اعدام قریب‌الوقوع مجاهد کورکوری را به اتهامات واهی متوقف کند. من کفیل سیاسی مجاهد کورکوری هستم.»

## اعدام
با وجود این که خانواده کیان پیرفلک صراحتاً اعلام کرده بودند مجاهد کورکور قاتل فرزندشان نیست، قوه قضاییه جمهوری اسلامی در ۲۱ خرداد ۱۴۰۴ در روز تولد کیان پیرفلک حکم اعدام او را اجرا کرد. او یازدهمین شهروند ایرانی است که در ارتباط با اعتراضات سراسری ۱۴۰۱ موسوم به خیزش زن، زندگی، آزادی اعدام می‌شود.